# Josh Dunkley-Smith
Josh Dunkley-Smith (Melbourne, 28 de junho de 1989) é um remador australiano, medalhista olímpico.

## Carreira
Dunkley-Smith competiu nos Jogos Olímpicos de 2012 e 2016, sagrando-se medalhista de prata em ambas as oportunidades com a equipe da Austrália do quatro sem.